# مارونه
مارونه (به ایتالیایی: Marone) یک کومونه در ایتالیا است که در استان برشا واقع شده‌است.

## خصوصیات
مارونه ۲۲ کیلومترمربع مساحت و ۳٬۳۳۰ نفر جمعیت دارد.